# فرانسوا دوهامل
فرانسوا دوهامل (بالفرنسية: François Duhamel)‏ هو لاعب كرة قدم فرنسي، ولد في 20 نوفمبر 1984 في أوشيل في فرنسا. لعب مع نادي بوفيه ونادي تشاتيليراولت ونادي شاتورو ونادي مولان.

## وصلات خارجية
- فرانسوا دوهامل على موقع قاعدة بيانات كرة القدم.إي يو (الإنجليزية)